# Kiril Chokchev
Kiril Penchev Chokchev (* 26. Mai 1982 in Kasanlak, Bulgarien) ist ein ehemaliger bulgarischer Fußballspieler.
Nachdem er drei Jahre zuvor bereits seine Karriere als Aktiver beendet hatte, spielt er ab 2022 kurzzeitig wieder Fußball – bei der zweiten Mannschaft des SV Gmunden in der österreichischen Achtklassigkeit. Nebenbei ist er bereits seit seiner aktiven Fußballerkarriere als Trainer im Jugendbereich und als Fußballlehrer tätig.

## Karriere
Kiril Chokchev wurde am 26. Mai 1982 in der zentralbulgarischen Stadt Kasanlak geboren und begann in seiner Heimat mit dem Fußballspielen. Im Jahr 2003 kam er nach Österreich, wo er beim SV Wallern seine Fußballkarriere fortsetzte. Über die österreichischen Amateurvereine Union Geretsberg, SV Bürmoos und USK Anif gelangte der Stürmer im Sommer 2008 zum deutschen Drittligisten Wacker Burghausen. Diesen verließ er nach nur einem halben Jahr und kehrte zurück nach Österreich zum FC Waidhofen/Ybbs. Im Sommer 2009 ging er zum  SKU Amstetten. Von dort ging er nach einem Jahr zum SV Gmunden, wo er bis zur Winterpause der Saison 2016/17 aktiv war. Danach ging es für ihn für ein halbes Jahr zum SC Marchtrenk und danach im Sommer 2017 für ein weiteres Jahr zum SV Gmunden. Seine letzte aktive Zeit verbrachte er bis zur Winterpause 2019/20 beim SC Schwanenstadt 08, dem Nachfolgeverein des SC Schwanenstadt. Bei diesem agierte er zeitweise auch als Trainer der Kampfmannschaft.
Bereits seit 2011 trat Chokchev als Nachwuchstrainer beim SV Gmunden in Erscheinung und tat dies auch nach seinem Karriereende als Aktiver. Nachdem er drei Jahre lang in keinem Pflichtspiel mehr zum Einsatz gekommen war, absolvierte er ab dem Sommer 2022 wieder einige Meisterschaftsspiele für die zweite Mannschaft des SV Gmunden in der Achtklassigkeit. Nebenbei ist Chokchev – teilweise zusammen mit anderen einstigen Profispielern wie beispielsweise Ingo Enzenberger – als Fußballlehrer und -trainer an der Fußball-HAK/HAS Bad Ischl tätig. Hauptberuflich ist Chokchev, der über einen Magistergrad verfügt, seit 2018 über die SIVAG GmbH & Co KG mit Sitz in Gmunden Außendienstmitarbeiter der Donau Versicherung; davor war er einige Jahre im Customer Service Department der IFCO SYSTEMS Austria GmbH in Gmunden tätig.
Neben dem Nachwuchsbetreuerlehrgang (2011) und einem weiteren Trainerlehrgang beim Landesverband (2012), sowie diversen Fortbildungen auf Trainerebene ist er seit dem Frühjahr 2022 im Besitz der UEFA-B-Lizenz. Zuletzt war er von 2020 bis 2022 auch Trainer der Kampfmannschaft des SV Gmunden, die er bereits im Jahr 2014 einen Monat lang interimistisch trainiert hatte.